# Vasilīs Tsapropoulos
Vasilīs Tsapropoulos (in greco: Βασίλης Τσαμπρόπουλος; Atene, 7 febbraio 1966) è un pianista e compositore greco.

## Biografia
Nato ad Atene, Vasilīs Tsapropoulos, è considerato uno dei più grandi pianisti greci. Ha iniziato a suonare il pianoforte in tenera età. Ha vinto concorsi musicali fin dall'età di dieci anni, e dopo il diploma presso il Conservatorio Nazionale di Atene, ha proseguito i suoi studi grazie a una borsa di studio della Fondazione Alexandro Onassis Aristotele Onassis. Successivamente ha ottenuto la borsa di studio al Conservatorio di Parigi, l'Accademia di Salisburgo e la Juilliard School, con grandi maestri tra cui Rudolf Serkin e Tatiana Nikolayeva.
Tsapropoulos era un giovane prodigio, ha vinto il concorso UNICEF quando aveva solo dieci anni. Sono numerosissimi i premi e i riconoscimenti ottenuti e molte sono le sue collaborazioni con orchestre in Grecia e in Europa, con un repertorio in continua espansione sia in recital e concerti. Ha avuto esperienze da solista con orchestre come la Filarmonica Ceca, l'Orchestra Sinfonica di Yuta, l'Orchestra da Camera di Budapest, la Filarmonica di Sofia, l'Orchestra della Radio Italia, la Camerata di Atene, l'Athens Radio Symphony Orchestra, l'Orchestra a colori, l'Orchestra di Lione e la Filarmonica di Huston.
Tsapropoulos ha partecipato a numerosi festival internazionali in tutta Europa e si è esibito in ogni stagione nei centri musicali del mondo, presentando un repertorio sempre crescente in recital, concerti e musica da camera. Ha presentato opere di Beethoven, Mozart, Chopin e Bach, riferimenti centrali nel suo repertorio, ma è anche esperto di musica russa, spesso suonando opere di Rachmaninov, Prokofiev e Scriabin. La sua musica unisce precisione intellettuale con calore e passione, grazie all'eccezionale delicatezza e sensibilità delle sue tecniche pianistiche. Mentre Tsapropoulos ha iniziato la sua carriera di virtuoso della tastiera suonando concerti e brani solistici, da allora ha ampliato la gamma delle sue attività in modo considerevole. Ha fama di pianista classico, come interprete della musica del XIX e XX secolo, e vi è un riconoscimento a livello internazionale in crescita sia per la sua composizione e la sua particolare improvvisazione al pianoforte.
Tsapropoulos ha composto opere per orchestra, quartetti d'archi, musica per violino e violoncello e numerose composizioni per pianoforte solo includono i preludi che ha scritto soprattutto per Vladimir Ashkenazy. Dal 2000 è un artista della etichetta ECM Records, e da allora è stato in tournée in Europa a suonare con Arild Andersen e John Marshal in trio di pianoforto, e in assoli di pianoforte con concerti in Inghilterra, Germania, Italia, Austria, Norvegia, Danimarca, Francia e Grecia. Accanto ai suoi tempi stretti di attività concertistica, Tsapropoulos ha tenuto corsi di perfezionamento di composizione e pianoforte e spesso è stato membro di concorsi pianistici.
Vasilīs Tsapropoulos è considerato come uno dei musicisti più meticolosi della sua generazione. Vive con la sua famiglia ad Atene.

## Discografia
- Skyscape (1990)
- Images (1992)
- Mussorgsky: Pictures At An Exhibition (1997)
- Achirana (con Arild Andersen e John Marshall, ECM, 2000)
- Chopin August Symphony (2001)
- The Face Of Love (2002)
- Live In Cremona (2002)
- Akroasis (ECM, 2003)
- Chants, Hymns and Dances (con Anja Lechner, ECM, 2004)
- The Triangle (con Arild Andersen e John Marshall, ECM, 2004)
- Melos (con Anja Lechner e U.T. Gandhi, ECM, 2008)
- The promise (ECM, 2009)